# Альбелювісолі

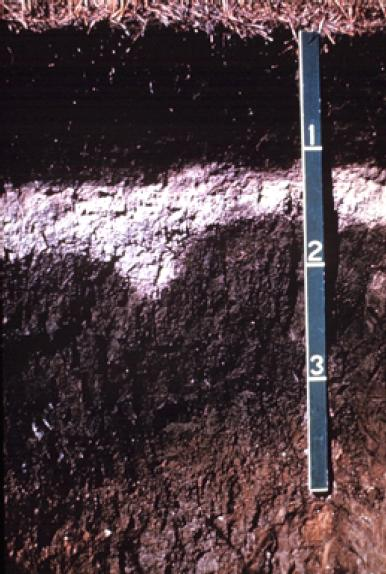
Вибілений горизонт

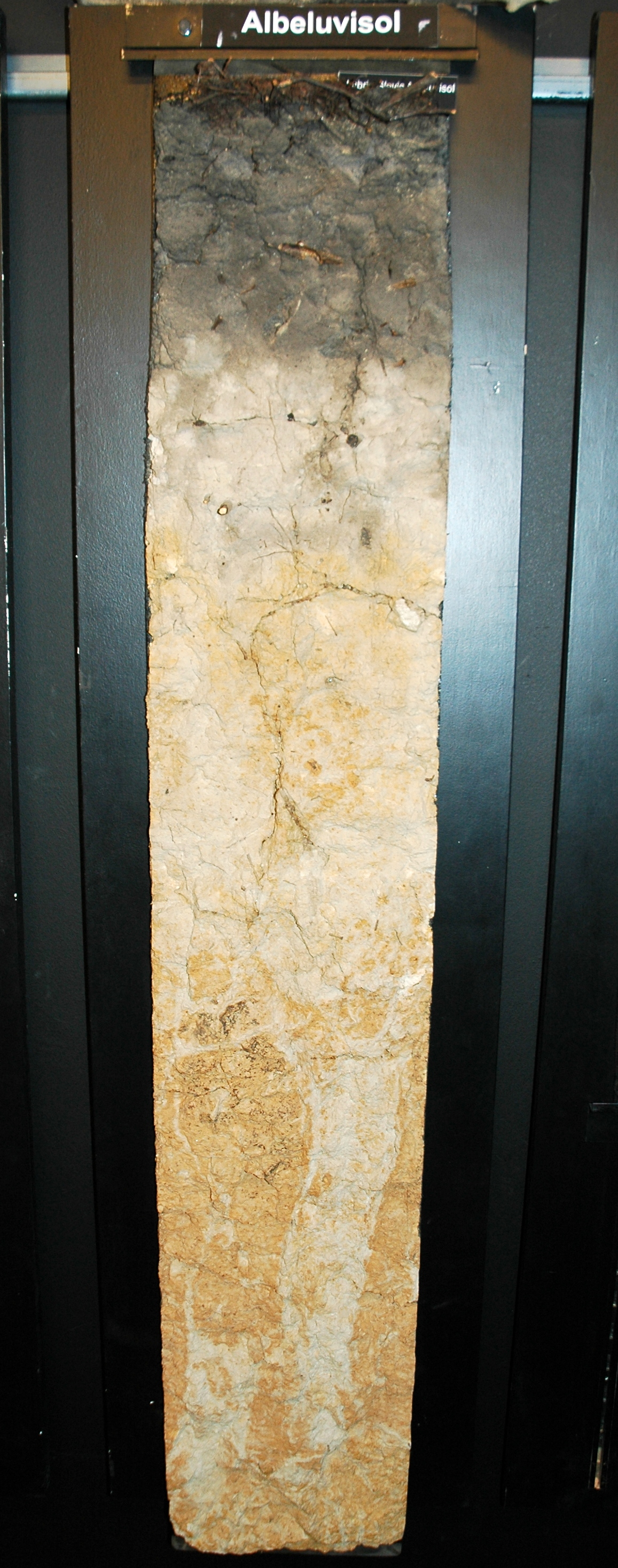
Ґрунтовий профіль альбелювісолі

Альбелювісолі (англ. Albeluvisol; від лат. albus — білий і лат. eluere — вимивати) — згідно зі Світовою еталонною базою ґрунтових ресурсів Всесвітньої продовольчої організації (ФАО), кислий ґрунт, що має вибілений горизонт (E; англ. albic horizon), який залягає на ілювіальному горизонті акумуляції глини (Bt) і здатний проникати в нього у вигляді язиків. Над вибіленим горизонтом залягає тонкий темний дернистий горизонт (A). Горизонт Bt має ламану верхню поверхню. Альбелювісолі зіставні з альфісолями (англ. Glossaqualfs, Glossocryalfs і Glossudalfs) за класифікацією ґрунтів Міністерства сільського господарства США, підзолами. У редакції Світової еталонної бази 2014 року альбелювісолі включені до поняття ретісолей.

## Генезис
Альбелювісолі — це ґрунти поверхневого застійного перезволоження, формуються на пухких льодовикових, озерних або річкових наносах або еолових відкладах, таких як лес. Вони утворюються на горбистих рівнинах під хвойними або мішаними лісами, за бореальних і помірних кліматичних умов з холодною зимою і коротким прохолодним літом, загальною кількістю атмосферних опадів 500—1000 мм на рік.

## Географічне поширення

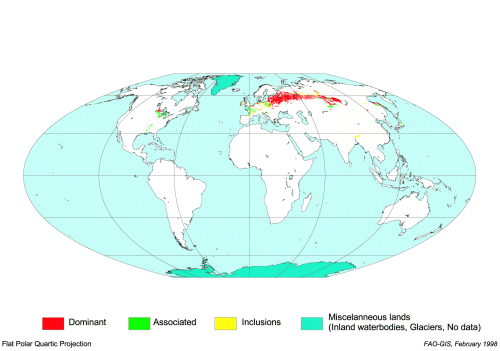
Географічне поширення альбелювісолей

Альбелювісолі поширені на площі приблизно 320 млн га в Європі, Північній Азії і Центральній Азії, в Північній Америці. Вони прив'язані до двох генетичних зон:
- континентальні райони, які вкривала вічна мерзлота в плейстоцені. Північно-Східна Європа, Північно-Західна Азія і південно-західні райони Канади;
- район поширення лесових і піщаних відкладень, древні алювіальні області у вологих регіонах з помірним кліматом. Франція, Центральна Бельгія, південно-східна Голландія і північ Німеччини.

## Господарське використання
Аграрне застосування альбелювісолей обмежене через їх підвищену кислотність, низький вміст поживних речовин, проблематичністю механізованої обробки та дренажу. У північних регіонах використання також обмежує короткий вегетаційний період і сильні морози протягом довгої зими.
Альбелювісолі північної зони тайги майже виключно зайняті лісом з невеликими ділянками, що використовуються для пасовищ або вирощування кормових трав (врожайність до 50—100 цнт/га). Альбелювісолі південної зони тайги безлісі на 10 % і використовуються як пасовища.
У південній та західній тайговій зоні Росії вирощують сільськогосподарські культури: озимі зернові (врожайність до 20-50 цнт/га), картоплю (до 250—300 цнт/га), цукрові буряки і кормову кукурудзу.